# 奧利維亞·奧布賴恩
奧利維亞·蓋爾·奧布賴恩（英語：Olivia Gail O'Brien，1999年11月26日—），是美國女歌手兼詞曲作家。2016年，奧布賴恩與Gnash合作推出單曲“I Hate U, I Love U”，她在單曲中創作並擔任主角，這首歌在《公告牌》百强单曲榜上排名第10名，並在澳大利亞榜單上排名第一。此後，奧布賴恩和小島唱片簽約。並於2019年4月發行了她的首張錄音室專輯甚至是真的嗎？。她的單曲“Josslyn”是她的EP（The Results of My Poor Judgement）的一部分，該歌曲在社交應用程式TikTok上非常受歡迎，成為她的另一首知名作品。

## 外部連結
- 官方网站
- 奧利維亞·奧布賴恩的Facebook專頁
- 奧利維亞·奧布賴恩的Instagram帳戶
- 奧利維亞·奧布賴恩的X（前Twitter）
- YouTube上的Olivia O'Brien頻道